# Prawo antydyskryminacyjne
Prawo antydyskryminacyjne – zespół przepisów prawnych regulujący ochronę przed dyskryminacją ze względu na niepełnosprawność, wiek oraz płeć, orientację seksualną, narodowość, religię i światopogląd polityczny.
Prawo antydyskryminacyjne jest zakorzenione w zasadzie równości oraz niedyskryminacji. Pojęcia równości i niedyskryminacji są odrębne, aczkolwiek funkcjonalnie ze sobą powiązane. Równość występuje jako równość formalna lub materialna. Równość w ujęciu formalnym oznacza traktowanie podobnych podmiotów według jednego standardu. Ujęcie to odpowiada modelowi równości, według którego każdy jest traktowany tak samo bez względu na jego pozycję wyjściową, szanse i możliwości. Natomiast równość materialna odwołuje się do względów słuszności i jej realizacja polega na wyrównywaniu szans społecznych i tworzeniu warunków do osiągnięcia równych rezultatów. Równość od niedyskryminacji odróżnia charakter obowiązków spoczywających na władzy publicznej. W pierwszym wypadku mają one charakter pozytywny i polegają na podjęciu określonych działań na rzecz równości (np. uprzywilejowania pewnej grupy społecznej). W drugim – obowiązki mają charakter negatywny i polegają na powstrzymania się od pewnych działań, które naruszają zasadę równego traktowania. Co charakterystyczne, zasada niedyskryminacji wiąże również podmioty prywatne (np. pracodawców, usługodawców), choć zakres ich obowiązków określają szczególne przepisy.
Ustawodawstwo dotyczące dyskryminacji zapobiega brakowi równouprawnienia w środowisku szkolnym, domowym oraz pracowniczym. Przepisy prawa antydyskryminacyjnego skierowane są zarówno do jednostek, jak i do poszczególnych grup społecznych.

## Prawo antydyskryminacyjne w prawie międzynarodowym
Równość i wolność od dyskryminacji są wymienione jako prawa podstawowe w Powszechnej Deklaracji Praw Człowieka. Na ogół dyskryminacją nazywane jest gorsze traktowanie, lecz prawo międzynarodowe czasem określa tak również uprzywilejowanie.
Deklaracja Filadelfijska z 1944 głosi wszystkie istoty ludzkie, bez różnicy rasy, wierzenia lub płci mają prawo dążyć do swego postępu materialnego i rozwoju umysłowego w warunkach wolności i godności, bezpieczeństwa gospodarczego i z równymi widokami powodzenia;
Powszechna deklaracja praw człowieka z 1948 głosi Każda osoba jest uprawniona do korzystania ze wszystkich praw i wolności ogłoszonych w niniejszej Deklaracji bez jakiejkolwiek różnicy, zwłaszcza ze względu na rasę, kolor skóry, płeć, język, religię, poglądy polityczne lub jakiekolwiek inne, pochodzenie narodowe lub społeczne, majątek, urodzenie lub jakąkolwiek inną sytuację.
Konwencje genewskie z 1949 nakazują traktować jeńców, rannych, rozbitków i ludność bez czynienia różnicy na niekorzyść z powodu rasy, koloru skóry, religii lub wiary, płci, urodzenia lub majątku ani z żadnych innych analogicznych powodów. Dwa Protokoły Dodatkowe z 1977 zabraniają czynienia różnic na niekorzyść z powodu rasy, koloru skóry, płci, języka, religii lub wiary, poglądów politycznych lub innych, narodowości lub pochodzenia społecznego, majątku, urodzenia lub innych sytuacji albo jakichkolwiek innych podobnych kryteriów.
Konwencja o statusie uchodźców z 1951 r. w art. 3 zobowiązuje strony, by stosowały postanowienia niniejszej Konwencji do uchodźców bez względu na ich rasę, religię lub państwo pochodzenia. Podobnie mówi art. 3 Konwencji o bezpaństwowcach z 1954 r.
Konwencja w sprawie równego wynagrodzenia MOP z 1951 żąda zapewnienia jednakowego wynagrodzenia dla pracujących mężczyzn i kobiet za pracę jednakowej wartości.
Konwencja w sprawie dyskryminacji w zatrudnieniu i wykonywaniu zawodu MOP z 1958 określa tak wszelkie rozróżnienie, wyłączenie lub uprzywilejowanie oparte na rasie, kolorze skóry, płci, religii, poglądach politycznych, pochodzeniu narodowym lub społecznym, które powoduje zniweczenie albo naruszenie równości szans lub traktowania w zakresie zatrudnienia lub wykonywania zawodu przy czym rozróżnienia, wyłączenia lub uprzywilejowania, oparte na kwalifikacjach wymaganych dla określonego zatrudnienia nie są uważane za dyskryminację.
Konwencja UNESCO w sprawie zwalczania dyskryminacji w dziedzinie oświaty z 1960 definiuje dyskryminację jako wszelkie wyróżnianie, wykluczanie, ograniczanie lub uprzywilejowanie ze względu na rasę, kolor skóry, płeć, język, wyznanie, przekonania polityczne lub jakiekolwiek inne, narodowość lub pochodzenie społeczne, sytuację materialną lub urodzenie, które ma na celu albo którego skutkiem jest przekreślenie lub naruszenie zasady jednakowego traktowania.
Według konwencji ONZ w sprawie likwidacji wszelkich form dyskryminacji rasowej z 1966 dyskryminacją jest wszelkie zróżnicowanie, wykluczenie, ograniczenie lub uprzywilejowanie z powodu rasy, koloru skóry, urodzenia, pochodzenia narodowego lub etnicznego, które ma na celu lub pociąga za sobą przekreślenie bądź uszczuplenie uznania, wykonywania lub korzystania, na zasadzie równości z praw człowieka i podstawowych wolności w dziedzinie politycznej, gospodarczej, społecznej i kulturalnej lub w jakiejkolwiek innej dziedzinie życia publicznego.
Podobnie stanowią oba Międzynarodowe Pakty Praw Człowieka w art. 2, Europejska Konwencja Praw Człowieka w art. 14, Amerykańska Konwencja Praw Człowieka w art. 1, Afrykańska Karta Praw Człowieka i Ludów w art. 2.
Konwencja w sprawie likwidacji wszelkich form dyskryminacji kobiet w art. 1: W rozumieniu niniejszej konwencji określenie „dyskryminacja kobiet” oznacza wszelkie zróżnicowanie, wyłączenie lub ograniczenie ze względu na płeć, które powoduje lub ma na celu uszczuplenie albo uniemożliwienie kobietom, niezależnie od ich stanu cywilnego, przyznania, realizacji bądź korzystania na równi z mężczyznami z praw człowieka oraz podstawowych wolności w dziedzinach życia politycznego, gospodarczego, społecznego, kulturalnego, obywatelskiego i innych.
Konwencja Praw Dziecka w art. 2 Państwa-Strony w granicach swojej jurysdykcji będą respektowały i gwarantowały prawa zawarte w niniejszej Konwencji wobec każdego dziecka, bez jakiejkolwiek dyskryminacji ze względu na rasę, kolor skóry, płeć, język, religię, poglądy polityczne i inne, pochodzenie narodowe, etniczne lub społeczne, status majątkowy, niepełnosprawność, cenzus urodzenia lub jakikolwiek inny tego dziecka albo jego rodziców bądź opiekuna prawnego. 2. Państwa-Strony będą podejmowały właściwe kroki dla zapewnienia ochrony dziecka przed wszelkimi formami dyskryminacji lub karania, ze względu na pochodzenie, działalność, wyrażane poglądy lub przekonania religijne rodziców dziecka, opiekunów prawnych lub członków rodziny.

## Unia Europejska
Promowanie równości i poszanowanie praw człowieka jest obecnie podstawowym celem prawodawstwa i instytucji Unii Europejskiej. Zasada równości stała się fundamentem działania organizacji od pierwszych jej dni, natomiast po raz pierwszy została opracowana w kontekście równości płci. Traktat Rzymski z 1957 roku wymaga równego wynagrodzenia kobiet i mężczyzn oraz zakazuje dyskryminacji ze względu na płeć w zakresie dostępu do zatrudnienia, kształcenia i awansu zawodowego oraz warunków pracy.
Jednak dopiero Traktat z Amsterdamu z 1997 roku wprowadza specyficzne sposoby walki z dyskryminacją. Uwzględnia szeroką gamę cech osobowościowych, takich jak: płeć, rasa lub pochodzenie etniczne, religia, niepełnosprawność, wiek lub orientacja seksualna. Artykuł 13 Traktatu o Wspólnocie Europejskiej wywiera znaczący wpływ na rozwój prawa antydyskryminacyjnego oraz doprowadza do wprowadzenia szeregu nowych dyrektyw w sprawie równości, a także do zmiany obowiązującej Dyrektywy Równości Płci.
W ostatnich latach pojawiają się więc duże postępy w zakresie rozwoju prawa antydyskryminacyjnego w UE. Po pierwsze, uprawnienia i funkcje Unii Europejskiej w dziedzinie równości i innych praw człowieka zostają ostatnio zmienione i rozszerzone w ramach Traktatu z Lizbony z dnia 1 grudnia 2009 roku. Po drugie, w wyniku traktatu lizbońskiego i innych kluczowych decyzji instytucji UE, istnieje coraz większa zbieżność między przepisami prawa UE i przepisami praw człowieka innych organizacji międzynarodowych, tj. Rady Europy i Organizacji Narodów Zjednoczonych.
Aby w pełni zrozumieć i stosować rozwijające się unijne prawo antydyskryminacyjne konieczne jest zarówno rozumienie praw człowieka, jak i doskonalenie współpracy pomiędzy UE, Radą Europy i ONZ w ramach ochrony praw człowieka.

## Wielka Brytania
Prawo zakazujące dyskryminacji w zatrudnieniu wprowadzono po raz pierwszy w latach 60. XX wieku. W latach 70. ustawa antydyskryminacyjna została znacznie rozszerzona. Ustawa o równości wynagrodzeń z 1970 r. zezwalała kobiecie na wszczęcie postępowania przeciwko swojemu pracodawcy z powodu nierównego traktowania ze względu na płeć. Ustawa o Dyskryminacji Płciowej z 1975 roku zakazała zarówno bezpośredniej, jak i pośredniej dyskryminacji z powodu płci, a Ustawa o Stosunkach Rasowych z 1976 roku rozszerzyła zakres prawa antydyskryminacyjnego na tle rasowym i etnicznym. W latach dziewięćdziesiątych ochrona przed dyskryminacją ze względu na niepełnosprawność została dodana przede wszystkim za sprawą Ustawy o Niepełnosprawności z 1995. W latach 2000 rozszerzono zakres ustaw antydyskryminacyjnych o zatrudnienie, tak aby obejmowały one orientację seksualną, wiek oraz religię. W 2010 r. istniejące prawo antydyskryminacyjne zostało połączone w jeden akt prawny – Ustawę o Równości z 2010 r. – zawierającą przepisy zabraniające bezpośredniej i pośredniej dyskryminacji ze względu na płeć, rasę, pochodzenie etniczne, religię i światopogląd, wiek, niepełnosprawność, orientację seksualną i zmianę płci. Prawo pracy chroni również pracowników przed gorszym traktowaniem w oparciu o bycie pracującym w niepełnym wymiarze godzin, pracowników tymczasowych lub zatrudnionych na czas określony.

## Włochy
Konstytucja stwierdza, że wszyscy obywatele są równi wobec prawa.
Akty prawne zawierające przepisy prawa antydyskryminacyjnego we Włoszech:
1. Artykuł 2 Konstytucji – Republika uznaje i gwarantuje nienaruszalne prawa człowieka, zarówno jednostkom, jak i w formacjom społecznym, w których wymaga jest wypełnianie obowiązków solidarności politycznej, gospodarczej i społecznej;
2. Artykuł 3 Konstytucji – Wszyscy obywatele mają równą godność społeczną i są równi wobec prawa, bez względu na płeć, rasę, język, religię, poglądy polityczne oraz
warunki osobiste i społeczne;
3. Ustawa z 20 czerwca 1952 r., Nr 645 – Zasady realizacji działu XII Konstytucji;
4. Ustawa z 9 października 1967 r. reguluje zapobieganie i represjonowanie zbrodni ludobójstwa;
5. Artykuł 37 Konstytucji podkreśla równouprawnienie kobiet w stosunkach pracowniczych. Artykuł 15 Statutu o Prawach Pracowniczych zabrania dyskryminacji pracownika przez pracodawcę z powodu uczestnictwa w strajku pracowniczym;
6. Ustawa z 13 października 1975 r. reguluje ratyfikacja i realizacja konwencji międzynarodowej w sprawie eliminacji wszelkich form dyskryminacji rasowej;
7. Ustawa z 5 lutego 1992 r. wprowadziła ustawodawstwo ramowe dotyczące pomocy, integracji społecznej i praw osób niepełnosprawnych. Przewidziała zaostrzenie sankcji karnych;
8. Dekret legislacyjny z 2006 roku jest nakierowany na osiąganie równouprawnienia pomiędzy kobietami i mężczyznami;
9. Ustawa z dnia 16 czerwca 2016 roku wprowadziła zmiany do art. 3 ustawy z 13 października 1975, n. 654, dodając ust.3 w kwestii represji wobec sprawców zbrodni ludobójstwa, zbrodni przeciwko ludzkości i zbrodni wojenne, określonych w art. 6, 7 oraz 8 Statucie Międzynarodowego Trybunału Karnego. Przepis wszedł w życie z dniem 13 lipca 2016 r.
6. Ustawa z 5 lutego 1992 r., Nr. 104 – Ustawodawstwo ramowe dotyczące pomocy, integracji społecznej i praw osób niepełnosprawnych. W art. Przewiduje się zaostrzenie sankcji karnych.
7. Dekret z dnia 26 kwietnia 1993 r., Sygn. 122, skoordynowane z ustawą o konwersji z dnia 25 czerwca 1993 r., N. 205, zawierające: „Pilne środki dotyczące dyskryminacji rasowej, etnicznej i religijnej”.
8. Ustawa z dnia 15 grudnia 1999 r., Nr. 482 „Reguły dotyczące ochrony mniejszości językowych historycznych (art. 18a – wprowadzony ustawą z 23 lutego 2001 r., nr 38) stanowi, że przepisy art. 3 ustawy z 13 października 1975 r. mają również zastosowanie do zapobiegania i tłumienia zjawisk nietolerancji i przemocy wobec mniejszości językowych;
9. Artykuły kodeksu karnego:
- art. 403 Przestępstwa wobec wyznania religijnego poprzez oczernianie osób;

- art. 404 Przestępstwa wyznania religijnego poprzez oczernianie lub uszkodzenie mienia;

- art. 408 (dot. grobowców);

W kwestiach dotyczących praw człowieka państwo włoskie implementowało wszystkie dyrektywy europejskie, w związku z czym uregulowało wszelkie formy dyskryminacji na tle płciowym, rasowym, politycznym, światopoglądowym i religijnym.
Akty prawa międzynarodowego zaaprobowanego przez Włochy:
1. Powszechna Deklaracja Praw Człowieka, została zatwierdzona i ogłoszona 10 grudnia 1948 r. przez Zgromadzenie Ogólne Narodów Zjednoczonych.
2. Europejska Konwencja o Ochronie Praw Człowieka i Podstawowych Wolności podpisana w Rzymie w dniu 4 listopada 1950 r.; weszła w życie w dniu 3 września 1953 r.;
3. Protokół dodatkowy nr 12 do europejskiej Konwencji o ochronie praw człowieka i podstawowych wolności, przyjęty w dniu 11 maja 2000 r.;
4. Konwencja nowojorska z 1966 r. W sprawie eliminacji wszelkich form dyskryminacji rasowej podpisano 7 marca 1966 r.;
5. Karta praw podstawowych UE, znana również jako karta nicejska, została proklamowana po az pierwszy w dniu 7 grudnia 2000 r. w Nicei oraz po raz drugi, w wersji dostosowanej, 12 grudnia 2007 r. w Strasburgu. Wraz z wejściem w życie „Traktatu lizbońskiego, Karta Nicejska posiada tę samą wartość jak orzecznictwo traktatów, zgodnie z art. 6 Traktatu UE, a zatem w pełni wiąże państwa członkowskie.

## Niemcy
Z rokiem 2006 weszła w życie niemiecka ustawa o równym traktowaniu (Allgemeines Gleichbehandlungsgesetz, AGG). Potocznie zwana prawem antydyskryminacyjnym – jest niemieckim prawem federalnym mającym na celu „zapobieganie i eliminowanie dyskryminacji ze względu na rasę oraz pochodzenie etniczne, płeć, religię, a także światopogląd, niepełnosprawność, wiek lub tożsamość seksualną”. Aby osiągnąć ten cel, osobom chronionym przez prawo przysługują roszczenia prawne wobec pracodawców i osób prywatnych, jeżeli naruszają one prawne zakazy dyskryminacji. Zgodnie z AGG, nie może dojść do dyskryminacji w zakresie warunków dostępu do zatrudnienia, samozatrudnienia i zawodu, w tym kryteriów selekcji i warunków rekrutacji, niezależnie od dziedziny działalności i na wszystkich szczeblach hierarchii, w tym awansu. Ponadto wszystkie warunki zatrudnienia i pracy, w tym płaca, muszą być wolne od dyskryminacji. Ogólne pojęcie dyskryminacji obejmuje zatem: dyskryminację bezpośrednią, dyskryminację pośrednią oraz molestowanie seksualne. Nękanie ma miejsce, gdy niepożądane zachowanie ma na celu naruszenia godności osoby i stworzenie środowiska zastraszającego, wrogiego, poniżającego, upokarzającego lub obrażającego, które jest związane z dowolnymi podstawami chronionymi przez prawo. Wskazaniem do nękania jest pogwałcenie godności i stworzenie wrogiego środowiska. Specyfika Ustawy o Równym Traktowaniu polega na tym, że interweniuje ona w sferę prywatności obywateli, a tym ogranicza ich autonomię. Według ustawodawcy, ochrona praw podstawowych jest priorytetem, niezbędnym do wdrożenia prawnie-obiektywnej równości, która służy poszanowaniu przez społeczeństwo podstawowych praw człowieka. Jednak Ustawa o Równym Traktowaniu nie ma zastosowania na wszystkich obszarach społecznych i prawnych i nie zakazuje wszystkich form nierównego traktowania. Przeciwnie, zakazuje dyskryminacji tylko wtedy, gdy opiera się ona na pewnych cechach enumeratywnie wymienionych w przepisie prawnym, a więc różnice w traktowaniu są zabronione tylko w określonych sytuacjach określonych w ustawie.
Ustawa o Równym Traktowaniu zabrania dyskryminacji tylko wtedy, gdy opiera się na jednej z następujących cech osobowościowych: rasa lub pochodzenie etniczne, płeć, religia i wiara, niepełnosprawność, wiek oraz orientacja seksualna.
W porównaniu do dyrektywy UE, definicja „orientacji seksualnej” jest tu używana w odniesieniu do już istniejącego § 75 BetrVG oraz uwzględnia pojęcie transseksualizmu.
Dyskryminacja ze względu na pozostałe cechy wymienione w Karcie UE, między innymi: dobrobyt i pochodzenie społeczne, nie jest uregulowana w prawie niemieckim.

## Stany Zjednoczone
Ustawa o Prawach obywatelskich z 1964 r. była pierwszą poważną zmianą w prawie antydyskryminacyjnym w USA, chociaż wcześniejsze ustawodawstwo dotyczyło praw obywatelskich (takie jak Ustawa o Prawach Obywatelskich z 1957 roku), a także niektórych form dyskryminacji. Ustawa o Prawach obywatelskich z 1964 r. była znacznie szersza, zapewniając ochronę rasy, koloru skóry, religii, płci lub pochodzenia narodowego w obszarach głosowania, edukacji, zatrudnienia i zakwaterowania publicznego. To przełomowe ustawodawstwo doprowadziło do powstania innych przepisów federalnych, które rozszerzyły się na chronione klasy i formy dyskryminacji zakazane na mocy ustawodawstwa federalnego, takie jak Fair Housing Act lub Ustawa o Amerykanach z Niepełnosprawnościami. Zabezpieczenia zostały również rozszerzone poprzez interpretację tych aktów prawnych przez sądy. Na przykład sądy okręgowe obwarowały, że dyskryminacja ze względu na zatrudnienie i na orientację seksualną stanowi naruszenie tytułu VII Ustawy o prawach obywatelskich. Oprócz ustawodawstwa federalnego istnieje wiele przepisów stanowych i lokalnych.

## Australia
Ustawa o dyskryminacji rasowej z 1975 r. była pierwszym ważnym aktem antydyskryminacyjnym przyjętym w Australii, mającym na celu zakazanie dyskryminacji ze względu na rasę, pochodzenie etniczne lub pochodzenie narodowe. Wkrótce po tym, poprzez akty takie jak Ustawa o Równych Szansach z 1977 r. i Ustawa antydyskryminacyjna z 1977 r., Australijski parlament rozszerzył te zabezpieczenia o Ustawę przeciw Dyskryminacji Płciowej z1984 (SDA). Objęła ona wszystkich Australijczyków oraz zapewniła ochronę od dyskryminacji dotyczącej płci i tożsamości płciowej. Natomiast w 1992 roku został wprowadzony Akt o Dyskryminacji Niepełnosprawności.

## Wyjątki
Tam, gdzie obowiązują przepisy antydyskryminacyjne, czasami przepisy, w szczególności organizacji wojskowych i religijnych zawierają wyjątki. Na przykład w Wielkiej Brytanii Kościół anglikański, podobnie jak inne instytucje religijne, nie pozwalał kobietom zajmować wysokich stanowisk. Zakaz został potwierdzony przez Synod Kościoła w 2012 roku.